# Hit Mania 2008
Hit Mania 2008 è una compilation di artisti vari facente parte della serie Hit Mania.
La compilation è mixata dal dj Mauro Miclini.

## Tracce
1. Garbage – Tell Me Where It Hurts
2. Giuliano Palma & the Bluebeaters – Tutta Mia La Città
3. Tokio Hotel – Monsoon
4. Alicia Keys – No One
5. Mika – Love Today
6. Urthboy – We Get Around
7. Hard-Fi – Suburban Knights
8. Io, Carlo – Danziano
9. Blow-Up – John Travolta
10. Gel – Lei
11. Lily – Party People
12. Samim – Heater
13. Alex Gaudino – Watch Out (feat. Shena)
14. Bob Sinclar & Steve Edwards – Together
15. Calvin Harris – The Girls
16. Ibiza Music United – Show Me Love 2007
17. Ron Carroll – The Nike Song
18. Degrees Of Motion – Do You Want It Right Now (Haji & Emanuel Remix)
19. Jurgen Paape & Boy Schaufler – We Love
20. Carl Kennedy vs M.Y.N.C. Project – Ride The Storm (feat. Roachford)
21. Checco Zalone – Mi Piace Quella Cosa (Laiv)